# Galerie Art : Concept
La galerie Art : Concept est une galerie d'art parisienne spécialisée dans l'art contemporain.

## Historique
La galerie Art : Concept est fondée à Nice en 1992 par Olivier Antoine, au 64, boulevard Risso, moment qui coïncide avec celui de la direction de la Villa Arson par Christian Bernard.
Art : Concept est ensuite installée dans le XIIIe arrondissement de Paris en 1997. Ce choix fut motivé par l’émergence de la communauté artistique de la rue Louise Weiss qui aura transformé un temps le quartier en un lieu incontournable de la culture contemporaine.
À partir de 2010, la galerie s’installe durablement dans Le Marais. Après quelques années au 13, rue des Arquebusiers, la galerie déménage au 4 passage Sainte-Avoye dans le troisième arrondissement de Paris en septembre 2015. L'exposition inaugurale de ce nouveau lieu fut consacrée à Jean-Michel Sanejouand et intitulée « Un peu d'espace(s) ».
La galerie représente le travail de vingt-six artistes français et internationaux dont les œuvres peuvent se retrouver tant dans les collections privées que celles des institutions publiques et privées.

## Quelques artistes représentés par la galerie
- Martine Aballéa
- Julien Audebert
- Francis Baudevin
- Michel Blazy
- Ulla von Brandenburg
- Jeremy Deller
- Hubert Duprat
- Giuseppe Gabellone
- Vidya Gastaldon